# Демотический язык
Демоти́ческий язы́к — язык жителей Древнего Египта, использующий демотическое письмо, одна из стадий египетского языка. Основное распространение — Третий переходный период и Поздний период (VIII век до н. э. — V век н. э.). В российской египтологии термин предложен учёным Ю. Я. Перепёлкиным:1.

## Периодизация
Демотический язык возник в VIII веке до н. э. и окончательно исчез в V веке н. э., просуществовав около 1200 лет.
Последняя известная надпись на стене храма Исиды в Филах, помеченная 2 декабря 452 года н. э.:
1. ns-mt(r)-ˁ3 s3 p3-ˁẖm p3
2. ḥm-nṯr tp.ṱ n is.t rn n mw.ṱ=f
3. t3-šr.t-n-ns-mt(r) t3 šr.t n wˁb ˁ3 n is.t
4. ns-mt(r)-ḫm p3 ḥm-ntr 2-nw n is.t
5. s3 Ḥr-nṱr-ỉt=f
6. p3 hrw sw 6 ibt 4 3ḫ.(t)
7. ḥ3.t-sp 169.(t)[3]

Перевод: 
1. «Несметаа, сын Паахема,
2. первосвященника Исет, имя его матери
3. Ташретеннесмет, дочери старшего жреца-уаба Исет
4. Несметхема, второго жреца Исет,
5. сына Хорнеджитефа.
6. Сегодня день 6-й, месяц 4-й разлива,
7. год 169-й».

## Памятники

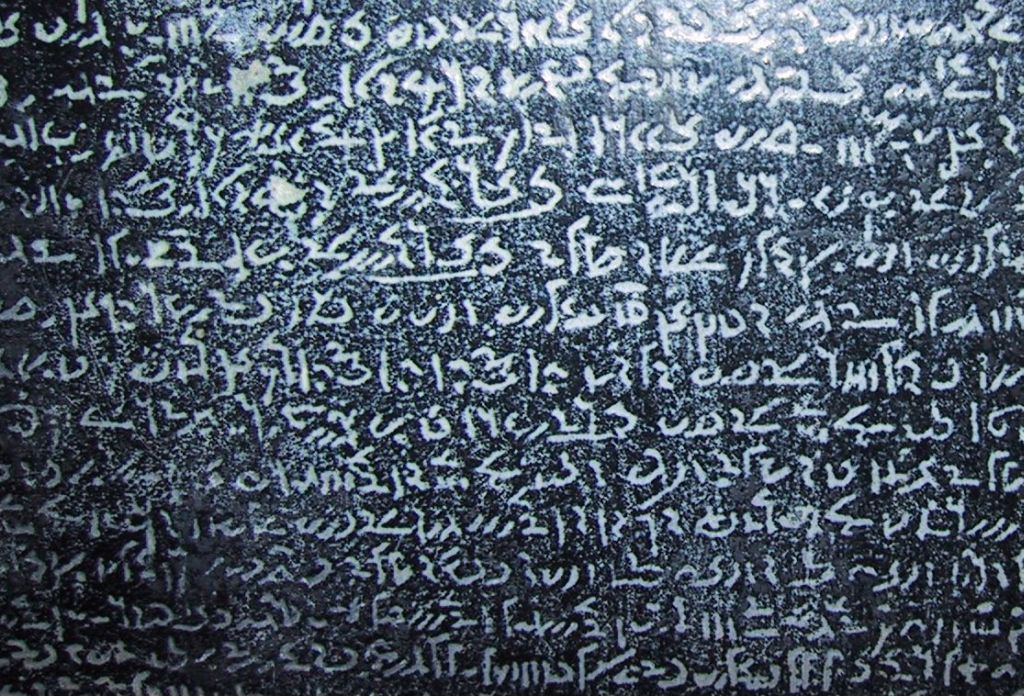
Розеттский камень — памятник демотического языка, сыгравший большую роль в дешифровке египетских иероглифов

Среди памятников демотической литературы присутствует новый для предыдущих стадий египетского языка сказочный жанр — басня. Эти басни тесно переплетались с мифологией и повествовали о приключениях мифологических персонажей египетской религии. Лейденский папирус, датируемый I—II веками н. э., содержит такие басни.

## Особенности
На развитие и становление демотического языка как отдельного от новоегипетского сильно повлияли арамейский и греческий языки.